# Murilo Huff
Murilo Huff (n. 14 octombrie 1995, Goiânia, Goiás, Brazilia) este un cântăreț și compozitor brazilian.
Născut în Goiânia, Huff a început pe scena muzicală ca compozitor. Compozițiile sale au fost interpretate și înregistrate de mai mulți artiști, precum Michel Teló, Bruno & Marrone, Lucas Lucco și Naiara Azevedo. În 2017, Murilo a devenit cunoscut drept compozitorul piesei „Transplante”, cântată de Marília Mendonça. În anul următor, cântăreața a înregistrat o altă compoziție a lui Huff, „Bem Pior Que Eu”, care a avut succes comercial. 
Între 2018 și 2021, Murilo a avut o relație cu Marília Mendonça. Cu ea a avut un fiu, pe nume Leo.

## Discografie
- To Listen Taking One (2018)
- În direct[necesită citare] (2020)
- To Listen Taking One 2 (2021)